# Bogatyr Komir
Bogatyr Komir (kasachisch Богатырь Көмір, russisch Богатырь Комир, englisch Bogatyr Coal) ist das größte Steinkohlenbergbauunternehmen in Kasachstan mit Sitz in Ekibastus. Gegründet wurde es 1996.
Im Geschäftsjahr 2008 förderte Bogatyr Komir 42 Millionen Tonnen Kohle, etwa 40 Prozent der gesamten Kohleförderung Kasachstans. Das Unternehmen beschäftigt etwa 7.000 Mitarbeiter und hatte 2013 einen Umsatz von 59 Milliarden Tenge (entspricht je nach aktuellem Wechselkurs ca. 149,8 Millionen Euro).

## Geschichte
Nach der Entdeckung von Kohle in der Region rund um die kasachische Großstadt Ekibastus im Jahr 1867 wurde mit der Förderung 1913 durch die Woskressenski Minen AG begonnen. 1954 wurde die Zentralmine in Betrieb genommen.
Die Bogatyr Mine wurde von 1965 bis 1979 in neun Schritten erschlossen. Sie hat eine jährliche Förderkapazität von 56,8 Millionen Tonnen Kohle.
In den 1990er Jahren kamen neue Investoren in die Region und gründeten im September 1996 Bogatyr Access Komir.
Seit 2009 wird das Unternehmen von der staatlichen kasachischen Holding Samruk-Kazyna und RUSAL, dem weltweit größten Hersteller von Aluminium, geführt. Im März desselben Jahres wurde Bogatyr Access Komir in Bogatyr Komir umbenannt.